# Triathlon vid olympiska sommarspelen 2004
Triathlon vid Olympiska sommarspelen 2004 avgjordes vid Vouliagmeni Olympic Centre, Aten.
I olympiskt triathlon simmar deltagarna 1500 meter, cyklar 40 kilometer och löper 10 kilometer.

## Medaljfördelning
| Pl. | Nation      | Guld | Silver | Brons | Totalt |
| --- | ----------- | ---- | ------ | ----- | ------ |
| 1   | Nya Zeeland | 1    | 1      | 0     | 2      |
| 2   | Österrike   | 1    | 0      | 0     | 1      |
| 3   | Australien  | 0    | 1      | 0     | 1      |
| 4   | Schweiz     | 0    | 0      | 1     | 1      |
| 4   | USA         | 0    | 0      | 1     | 1      |

## Medaljörer
| Event              | Guld                      | Silver                     | Brons                 |
| Herrar Detaljer... | Hamish Carter Nya Zeeland | Bevan Docherty Nya Zeeland | Sven Riederer Schweiz |
| Damer Detaljer...  | Kate Allen Österrike      | Loretta Harrop Australien  | Susan Williams USA    |